# Botoșani (hạt)
Botoșani (phát âm tiếng Romania: [botoˈʃanʲ] ⓘ) là một hạ của România, ở Moldavia với thủ phủ là thành phố Botoșani.

## Dân số
Đến 31 tháng 10 năm 2011, hạt này có dân số 398.938 và mật độ 80/km².
- Người România – (98.8%)[2] – cao nhất ở România
- Người Digan -(0.7%)- chiếm tỉ lệ thấp nhất ở Romania
- Người Nga – (0.2%)
- Người Ukraina – (0.2%)

| Năm  | Dân số  |
| ---- | ------- |
| 1948 | 385.236 |
| 1956 | 428.050 |
| 1966 | 452.406 |
| 1977 | 451.217 |
| 1992 | 461.305 |
| 2002 | 452,834 |
| 2011 | 398.938 |

## Các đơn vị hành chính trực thuộc
Bản mẫu:Urban Settlements Botoșani

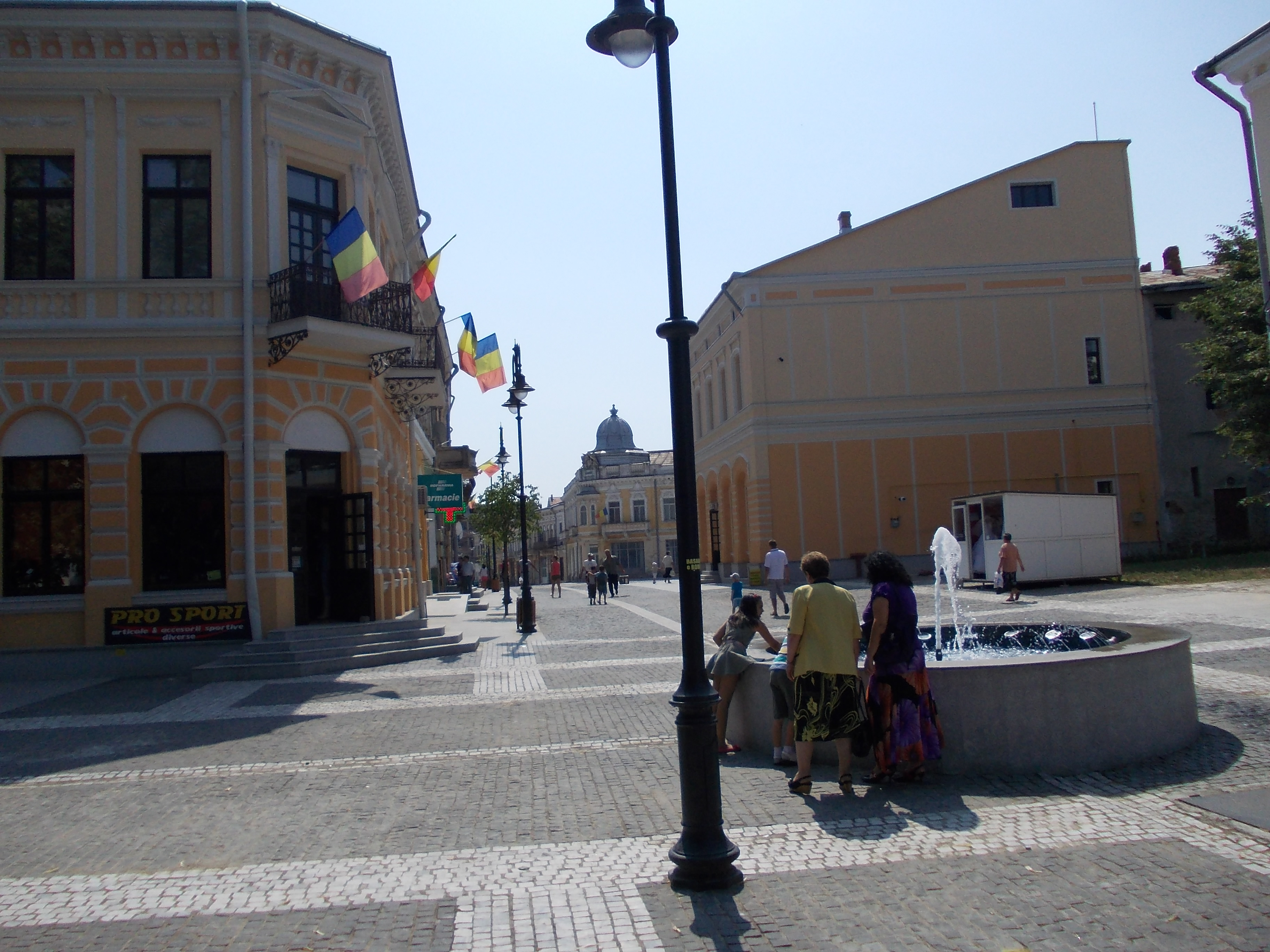
Botoșani

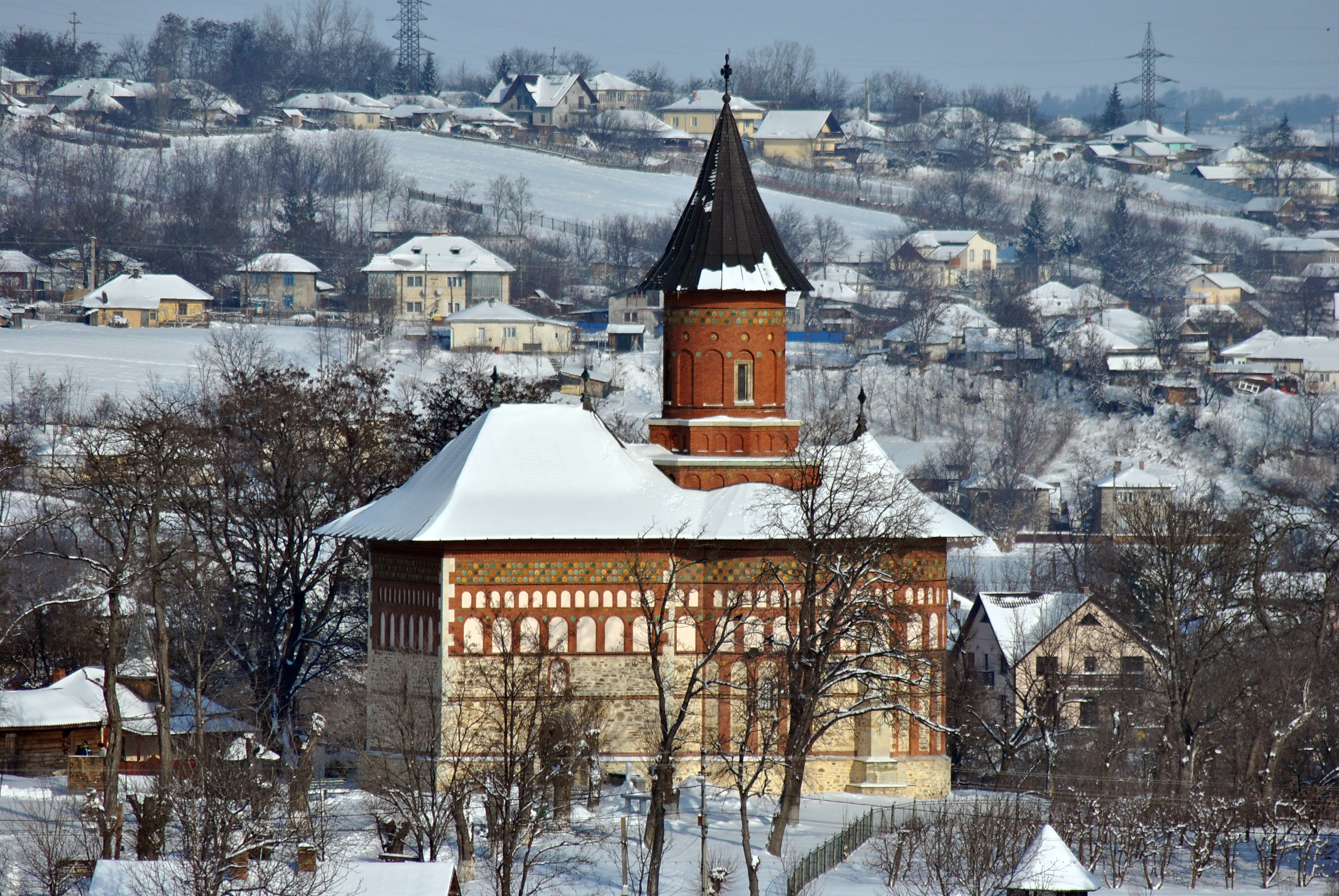
Dorohoi

Hạt Botoșani có 2 đô thị, 5 thị trấn và 71 xã
- Đô thị
  - Botoșani – thủ phủ; dân số: 106,847 (tính đến năm 2011)
  - Dorohoi
- Thị trấn
  - Bucecea
  - Darabani
  - Flămânzi
  - Săveni
  - Ștefănești

- Xã
  - Adășeni
  - Albești
  - Avrămeni
  - Bălușeni
  - Blândești
  - Brăești
  - Broscăuți
  - Călărași
  - Cândești
  - Concești
  - Copălău
  - Cordăreni
  - Corlăteni
  - Corni
  - Coșula
  - Coțușca
  - Cristești
  - Cristinești
  - Curtești
  - Dersca
  - Dângeni
  - Dimăcheni
  - Dobârceni
  - Drăgușeni
  - Durnești
  - Frumușica
  - George Enescu
  - Gorbănești
  - Havârna
  - Hănești
  - Hilișeu-Horia
  - Hlipiceni
  - Hudești
  - Ibănești
  - Leorda
  - Lozna
  - Lunca
  - Manoleasa
  - Mihai Eminescu
  - Mihăileni
  - Mihălășeni
  - Mileanca
  - Mitoc
  - Nicșeni
  - Păltiniș
  - Pomârla
  - Prăjeni
  - Rădăuți-Prut
  - Răchiți
  - Răuseni
  - Ripiceni
  - Roma
  - Românești
  - Santa Mare
  - Stăuceni
  - Suharău
  - Sulița
  - Șendriceni
  - Știubieni
  - Todireni
  - Trușești
  - Tudora
  - Ungureni
  - Unțeni
  - Văculești
  - Viișoara
  - Vârfu Câmpului
  - Vlădeni
  - Vlăsinești
  - Vorniceni
  - Vorona